# Elecciones estatales de Nayarit de 2021
Las elecciones estatales de Nayarit de 2021 se llevaron a cabo el domingo 6 de junio de 2021, y en ellas se renovaron los titulares de los siguientes cargos de elección popular del estado mexicano de Nayarit:
- Gobernador de Nayarit: Titular del Poder Ejecutivo del estado, electo para un periodo de seis años, sin derecho a reelección. El candidato electo fue Miguel Ángel Navarro Quintero.
- 30 diputados estatales: 18 diputados electos por mayoría relativa y 12 designados mediante representación proporcional para integrar la XXXIII Legislatura.
- 20 ayuntamientos: Compuestos por un presidente municipal, un síndico y sus regidores. Electos para un periodo de tres años.

## Organización

### Partidos políticos
En las elecciones estatales tienen derecho a participar trece partidos políticos. Diez son partidos políticos con registro nacional: Partido Acción Nacional (PAN), Partido Revolucionario Institucional (PRI), Partido de la Revolución Democrática (PRD), Partido del Trabajo (PT), Partido Verde Ecologista de México (PVEM), Movimiento Ciudadano (MC), Movimiento Regeneración Nacional (MORENA), Partido Encuentro Solidario (PES), Fuerza por México (FPM) y Redes Sociales Progresistas (RSP). Y tres son partidos políticos estatales: Nueva Alianza Nayarit, Movimiento Levántate para Nayarit y Partido Visión y Valores en Acción.

### Proceso electoral
La campaña electoral para la gubernatura inicia el 4 de abril de 2021, mientras que las campañas para las diputaciones y alcaldías inician el 4 de mayo. El periodo de campañas concluye el 2 de junio. La votación está programada para celebrarse el 6 de junio de 2021, de las 8 de la mañana a las 6 de la tarde, en simultáneo con las elecciones federales. Se estima que el computo final de resultados se publique el 14 de junio.

### Distritos electorales
Para la elección de diputados de mayoría relativa del Congreso del Estado de Nayarit, la entidad se divide en 18 distritos electorales.
| Distrito | Cabecera            | Municipios | Mapa |
| -------- | ------------------- | ---------- | ---- |
| 1        | Acaponeta           | 3          |      |
| 2        | Tecuala             | 2          |      |
| 3        | Del Nayar           | 2          |      |
| 4        | Tuxpan              | 3          |      |
| 5        | Santiago Ixcuintla  | 1          |      |
| 6        | Tepic               | 1          |      |
| 7        | Tepic               | 1          |      |
| 8        | Tepic               | 1          |      |
| 9        | Tepic               | 1          |      |
| 10       | San Blas            | 2          |      |
| 11       | Tepic               | 1          |      |
| 12       | Tepic               | 1          |      |
| 13       | Santa María del Oro | 4          |      |
| 14       | Xalisco             | 1          |      |
| 15       | Compostela          | 1          |      |
| 16       | Ixtlán del Río      | 3          |      |
| 17       | Bahía de Banderas   | 1          |      |
| 18       | Bahía de Banderas   | 1          |      |

## Candidaturas y coaliciones

### Va por Nayarit
|  | Partido Acción Nacional - Gobernador del estado - 8 ayuntamientos |
|  | Partido Revolucionario Institucional - 9 ayuntamientos            |
|  | Partido de la Revolución Democrática - 3 ayuntamientos            |

El Partido Acción Nacional (PAN), el Partido Revolucionario Institucional (PRI) y el Partido de la Revolución Democrática (PRD) acordaron presentarse en coalición en las elecciones estatales y postular un único candidato a gobernador. La coalición acordó entregar su postulación a la gubernatura al candidato designado por el Partido Acción Nacional. Como candidata de la coalición para la gubernatura se postuló a la senadora Gloria Núñez Sánchez.
El 15 de enero la alianza acordó el reparto de candidaturas para los veinte ayuntamientos del estado. El PRI postula en Tecuala, Huajicori, Rosamorada, Del Nayar, Tuxpan, Santiago Ixcuintla, San Pedro Lagunillas, Santa María del Oro y La Yesca. El PAN en Ruiz, San Blas, Bahía de Banderas, Compostela, Xalisco, Ahuacatlán, Jala y en Ixtlán del Río. Y el PRD postula en Acaponeta, Amatlán de Cañas y en la capital del estado, Tepic.

### Juntos Hacemos Historia
El partido Movimiento Regeneración Nacional (Morena), el Partido del Trabajo (PT) y el Partido Verde Ecologista de México (PVEM) decidieron formar la coalición Juntos Hacemos Historia para presentarse en coalición en las elecciones estatales. El 21 de diciembre el presidente nacional de Morena, Mario Delgado Carrillo, anunció como candidato a la gubernatura de Nayarit al senador Miguel Ángel Navarro Quintero.

### Movimiento Ciudadano
El 17 de noviembre de 2020, el coordinador nacional de Movimiento Ciudadano, Clemente Castañeda Hoeflich, anunció como candidato de su partido para la gubernatura de Nayarit a Ignacio Flores, presidente municipal de La Yesca.

### Otras candidaturas
El 26 de febrero de 2021, el presidente nacional del partido Fuerza por México, Gerardo Islas Maldonado, presentó a Bricet Taizan como la candidata de la organización para la gubernatura del estado. El 3 de marzo, el dirigente nacional de Redes Sociales Progresistas presentó como candidato del partido para la gubernatura a Nayar Mayorquín Carrillo. El 26 de marzo el partido Movimiento Levántate para Nayarit registró la candidatura de Águeda Galicia Jiménez, líder del Sindicato Único de Trabajadores al Servicio del Estado y Municipios. Mientras que el partido Visión y Valores en Acción nominó al homeópata y excandidato independiente en las elecciones de 2017, Víctor Manuel Chávez Vázquez. El 27 de marzo el Partido Encuentro Solidario registró como candidata para la gubernatura a la abogada Natalia Rojas Iñiguez.

## Encuestas para la gubernatura

### Por partido político
| Encuestadora          | Fecha                   |        |        |       |        |       | Otro   | Ninguno/No sabe |
| --------------------- | ----------------------- | ------ | ------ | ----- | ------ | ----- | ------ | --------------- |
| Encuestadora          | Fecha                   |        |        |       |        |       | Otro   | Ninguno/No sabe |
| Campaigns & Elections | noviembre de 2019       | 13%    | 11%    | 8%    | 31%    | —     | 3%     | 35%             |
| Campaigns & Elections | febrero de 2020         | 12%    | 8%     | 1%    | 36%    | —     | 7%     | 37%             |
| Demoscopia digital    | 2 de mayo de 2020       | 11.20% | 9.70%  | 2.10% | 34.50% | 3.50% | 9.90%  | 29.40%          |
| Analítica media       | 29 de mayo de 2020      | 16.4%  | 15.3%  | 2.3%  | 31.9%  | —     | 3.3%   | 29.8%           |
| Campaigns & Elections | junio de 2020           | 23%    | 16%    | 1%    | 46%    | —     | 14%    | —               |
| Demoscopia digital    | 1 y 2 de agosto de 2020 | 10.36% | 15.19% | —     | 35.23% | —     | 12.32% | 26.88%          |
| El Financiero         | 25 de agosto            | 11%    | 7%     | —     | 32%    | —     | 11%    | 39%             |
| Demoscopia digital    | 4 de octubre de 2020    | 13.43% | 11.19% | —     | 37.11% | —     | 11.53% | 26.74%          |
| El Universal          | 29 de octubre de 2020   | 6.9%   | 5.6%   | 0.4%  | 30.5%  | 0.5%  | 2.4%   | 54.1%           |
| Demoscopia Digital    | 12 de noviembre de 2020 | 13.28% | 12.13% | 2.47% | 36.42% | —     | 11.74% | 23.96%          |

### Por candidato
| Encuestadora          | Fecha                    | Núñez  | Navarro | Flores | Otro  | Ninguno/No sabe |
| --------------------- | ------------------------ | ------ | ------- | ------ | ----- | --------------- |
| Encuestadora          | Fecha                    |        |         |        | Otro  | Ninguno/No sabe |
| Demoscopia digital    | 4 de enero de 2021       | 17.9%  | 47.8%   | —      | 11.7% | 22.6%           |
| Massive caller        | 19 de enero de 2021      | 26.3%  | 46.7%   | —      | 8.5%  | 18.5%           |
| Campaigns & Elections | 20 de enero de 2021      | 14%    | 50%     | 13%    | 3%    | 20%             |
| Massive caller        | 25 de enero de 2021      | 21.4%  | 41.5%   | 7.5%   | 8.4%  | 21.2%           |
| Massive caller        | 1 de febrero de 2021     | 16.2%  | 45.1%   | 10.1%  | 8.5%  | 20.1%           |
| Campaigns & Elections | 1 de febrero de 2021     | 18%    | 43%     | 10%    | 2%    | 27%             |
| Demoscopia digital    | 1 de febrero de 2021     | 16.3%  | 43.8%   | —      | 10.5% | 29.4%           |
| Heraldo Media Group   | 8 de febrero de 2021     | 12.5%  | 47.0%   | 8.5%   | 12.3% | 19.7%           |
| Massive Caller        | 9 de febrero de 2021     | 15.9%  | 40.0%   | 12.6%  | 12%   | 19.5%           |
| Campaigns & Elections | 15 de febrero de 2021    | 30%    | 34%     | 5%     | 3%    | 28%             |
| Massive Caller        | 15 de febrero de 2021    | 17.1%  | 42.2%   | 10.4%  | 13.9% | 16.4%           |
| Massive Caller        | 22 de febrero de 2021    | 20.9%  | 43.5%   | 9.8%   | 9.3%  | 16.5%           |
| Demoscopia digital    | 26 de febrero de 2021    | 16.7%  | 44.5%   | 11.1%  | 5.2%  | 22.5%           |
| Arias Consultores     | 27 de febrero de 2021    | 17.4%  | 46.7%   | 23.5%  | —     | 12.4%           |
| Campaigns & Elections | 1 de marzo de 2021       | 27%    | 36%     | 14%    | 3%    | 20%             |
| Massive Caller        | 1 de marzo de 2021       | 17.4%  | 44.7%   | 7.6%   | 11.5% | 18.8%           |
| Demoscopia digital    | 6 de marzo de 2021       | 17.9%  | 42.3%   | 12.8%  | 7.9%  | 19.1%           |
| Massive Caller        | 8 de marzo de 2021       | 13.7%  | 43.6%   | 12.9%  | 4.4%  | 9%              |
| Campaigns & Elections | 10 de marzo de 2021      | 24%    | 34%     | 14%    | 3%    | 25%             |
| Massive Caller        | 15 de marzo de 2021      | 18.8%  | 42.1%   | 9.5%   | 12.7% | 16.9%           |
| Poligrama             | 17 de marzo de 2021      | 13.15% | 42.72%  | 18.94% | 9.86% | 15.34%          |
| Demoscopia digital    | 18 de marzo de 2021      | 18.4%  | 41.9%   | 13.7%  | 6.7%  | 19.3%           |
| Campaigns & Elections | 22 de marzo de 2021      | 15%    | 44%     | 5%     | 1%    | 35%             |
| Massive Caller        | 22 de marzo de 2021      | 18.2%  | 37.9%   | 8.4%   | 19.7% | 15.8%           |
| Arias Consultores     | 26 de marzo de 2021      | 14.1%  | 41.5%   | 21.8%  | 21.0% | 1.7%            |
| Massive Caller        | 29 de marzo de 2021      | 15.6%  | 44.2%   | 9.2%   | 17.1% | 13.9%           |
| México Elige          | 30 de marzo de 2021      | 19.7%  | 40.3%   | 12.5%  | 20.9% | 6.6%            |
| Campaigns & Elections | 30 de marzo de 2021      | 22%    | 42%     | 12%    | 1%    | 23%             |
| Campaign & Elections  | 5 de abril del 2021      | 21%    | 43%     | 4%     | 2%    | 28%             |
| Massive Caller        | 5 de abril del 2021      | 13.3%  | 43.2%   | 8.8%   | 17.4% | 17.3%           |
| Heraldo Media Group   | 5 de abril del 2021      | 15.8%  | 44.7%   | 13.1%  | 11.3% | 15.2%           |
| Demoscopia digital    | 7 de abril de 2021       | 18.6%  | 39.9%   | 15.9%  | 13.1% | 12.5%           |
| Campaign & Elections  | 12 de abril del 2021     | 34%    | 49%     | 7%     | 5%    | 5%              |
| Massive Caller        | 12 de abril del 2021     | 19.5%  | 36.9%   | 19.2%  | 15.5% | 8.9%            |
| Demoscopia Digital    | 17 de abril del 2021     | 17.2%  | 40.1%   | 16.9%  | 15.4% | 10.4%           |
| Massive Caller        | 19 de abril del 2021     | 13.4%  | 38.3%   | 22.4%  | 14.6% | 11.3%           |
| Campaigns & Elections | 19 de abril del 2021     | 27%    | 56%     | 8%     | 5%    | 4%              |
| Campaigns & Elections | 26 de abril del 2021     | 27%    | 52%     | 11%    | 4%    | 5%              |
| Massive Caller        | 26 de abril del 2021     | 13.3%  | 38.1%   | 21.6%  | 16.3% | 10.7%           |
| Demoscopia digital    | 27 de abril del 2021     | 20.2%  | 38.1%   | 19.5%  | 13.1% | 9.1%            |
| Campaigns & Elections | 3 de mayo de 2021        | 28%    | 53%     | 7%     | 3%    | 9%              |
| Heraldo Media Group   | 3 de mayo de 2021        | 16.2%  | 46.6%   | 16.8%  | 10.3% | 10.1%           |
| El Financiero         | 3 de mayo de 2021        | 32%    | 40%     | 14%    | 14%   | 0%              |
| Massive Caller        | 3 de mayo del 2021       | 14.4%  | 39.6%   | 20.6%  | 13.7% | 11.7%           |
| Demoscopia Digital    | 7 de mayo del 2021       | 19.2%  | 39.6%   | 16.8%  | 11.5% | 12.9%           |
| Campaigns & Elections | 10 de mayo del 2021      | 25%    | 52%     | 12%    | 4%    | 7%              |
| Massive Caller        | 10 de mayo del 2021      | 17.2%  | 36.6%   | 16.4%  | 18%   | 11.8%           |
| Demoscopia digitla    | 12 de mayo del 2021      | 20.7%  | 41.5%   | 16.8%  | 11.9% | 9.1%            |
| Poligrama             | 3 al 17 de mayo del 2021 | 15.69% | 42.64%  | 24.58% | 6.94% | 10.14%          |
| Demoscopia Digital    | 17 de mayo del 2021      | 19.4%  | 39.8%   | 19.4%  | 13%   | 8.4%            |
| Campaigns & Elections | 17 de mayo del 2021      | 31%    | 51%     | 9%     | 6%    | 3%              |
| Massive Caller        | 17 de mayo del 2021      | 12.3%  | 42.4%   | 17.8%  | 13.1% | 14.4%           |
| México Elige          | 19 de mayo del 2021      | 15.3%  | 38.4%   | 20.7%  | 23.2% | 2.4%            |
| Demoscopia Digital    | 22 de mayo del 2021      | 19.6%  | 40.4%   | 18.3%  | 14.6% | 7.1%            |
| Campaigns & Elections | 23 de mayo del 2021      | 27%    | 57%     | 5%     | 5%    | 6%              |
| Demoscopia Digital    | 24 de mayo del 2021      | 20.6%  | 40.8%   | 19.2%  | 12.2% | 7.2%            |
| Massive Caller        | 24 de mayo del 2021      | 16%    | 48.8%   | 11.7%  | 12.8% | 10.7%           |
| Heraldo Media Group   | 28 de mayo del 2021      | 14.6%  | 51%     | 17.8%  | 13.5% | 3.1%            |
| Demoscopia Digital    | 30 de mayo del 2021      | 20.5%  | 43.2%   | 17.1%  | 9.7%  | 9.5%            |
| Campaigns & Elections | 30 de mayo del 2021      | 21%    | 60%     | 12%    | 7%    | —               |
| Massive Caller        | 31 de mayo del 2021      | 15.7%  | 49.9%   | 15.8%  | 11.8% | 6.8%            |
| Arias Consultores     | 31 de mayo del 2021      | 9.6%   | 40.2%   | 31.6%  | 7.9%  | 11.1%           |
| Demoscopia Digital    | 1 de junio del 2021      | 18.6%  | 46.7%   | 13.5%  | 12.1% | 9.1%            |
| Poligrama             | 1 de junio del 2021      | 21.72% | 45.76%  | 23.66% | 4.79% | 4.08%           |
| FactoMétrica          | 1 de junio del 2021      | 18.2%  | 44.6%   | 20.3%  | 16.9% | —               |
| PollsMX               | 1 de junio del 2021      | 17.4%  | 47.7%   | 17.7%  | 12.3% | —               |

## Resultados

### Congreso del Estado de Nayarit
|  | 34.57 % |

|  | 15.03 % |

|  | 10.77 % |

|  | 8.24 % |

|  | 5.49 % |

|  | 4.38 % |

|  | 4.19 % |

|  | 2.93 % |

|  | 2.72 % |

|  | 2.34 % |

|  | 2.22 % |

|  | 1.89 % |

|  | 1.43 % |

|  | 3.72 % |

|  | 0 % |

### Ayuntamientos
|  | 34.56 % |

|  | 15.11 % |

|  | 13.08 % |

|  | 9.57 % |

|  | 5.76 % |

|  | 4.29 % |

|  | 3.34 % |

|  | 2.73 % |

|  | 2.31 % |

|  | 1.99 % |

|  | 1.78 % |

|  | 1.75 % |

|  | 1.16 % |

|  | 97.44 % |

|  | 2.56 % |